# Halipteris heptazooidea
Halipteris heptazooidea är en korallart som beskrevs av Acuña och Zamponi 1992. Halipteris heptazooidea ingår i släktet Halipteris och familjen Halipteridae.
Artens utbredningsområde är Södra Ishavet. Inga underarter finns listade i Catalogue of Life.